# Cianting
Cianting is een bestuurslaag in het regentschap Purwakarta van de provincie West-Java, Indonesië. Cianting telt 6140 inwoners (volkstelling 2010).